# Duška Boban
Duška Boban hrvatska je vizualna umjetnica i aktivistica.

## Životopis
Diplomirala 2000. godine na Akademiji likovnih umjetnosti u Zagrebu u klasi prof. Ante Kuduza. Magistrirala na odsjeku vizualnih komunikacija pri Akademiji za likovnu umjetnosti i oblikovanje u Ljubljani 2013. godine temom Javni prostor i građanska participacija: Aktivizam i kulturne prakse u Splitu posljednjeg desetljeća kod mentora Eduarda Čehovina i sumentora Feđe Vukića. Osnovala je udrugu za umjetnost i kulturu Ekscentar čijeg je upravnog odbora članica. Članica je organizacijskog odbora i izbornica Likovne radionice Šolta od 1998. do 2001. Sudionica je umjetničke grafičke rezidencije Expression of Youth u Urbinu u Italiji te na rezidencijalnom programu Design for Social Change pri Schoool of Visual Arts u New Yorku. Radila je od 2002. do 2006. u vlastitom dizajn studiju PROFESIONALCI+. Članica je ULUPUH-a, HULU-Split i Udruge za suvremenu umjetnost KVART, Split. Pokretačica neformalne Inicijative za Marjan početkom 2011. koja je organizirala niz događanja umjetničko-aktivističkog predznaka s ciljem povećanja svijesti o važnosti očuvanja Park šume Marjan kao prirodnog i kulturnog dobra od nacionalnog značaja. Od 2013. članica je Upravnog odbora Društva Marjan, utemeljitelja zaštite okoliša u široj regiji. U Školi za dizajn, grafiku i održivu gradnju u Splitu predaje stručne predmete Fotografija, Video i Medijski projekti. Aktivna je na polju vizualnih umjetnosti. Fotografije su joj u stalnom postavu Galerije umjetnina u Splitu. Suautorica knjige o splitskoj brodogradnji Amorella ~ ploveći grad, s novinarom Nikolom Bajtom.
Zgradu Dalmacijavina u splitskoj Gradskoj luci predložila je kao lokaciju za Muzej mora.